# 出羽の邦真光
出羽の邦 真光（でわのくに まさみつ、1964年1月15日 - ）は、埼玉県川口市出身で出羽海部屋に所属した元大相撲力士。本名は畔蒜 敬人（あびる よしひと）、180cm、139kg。最高位は西十両3枚目。得意技は右四つ、寄り。

## 経歴
電気設計事務所の長男として生まれ、川口市立東中学校ではバスケットボール部・陸上部に所属していたが、相撲部から勧誘されて全国大会に出場した。中学校の相撲部の指導員が元出羽海部屋の幕下・出羽光でその知人から勧められて出羽海部屋に入門した。1979年3月場所に初土俵。1988年5月場所に十両に昇進。1989年3月場所まで6場所連続で在位し、1989年1月場所には自己最高位となる西十両3枚目まで番付を上げた。三段目に陥落して2場所連続で休場した1990年7月場所に26歳で廃業。

## 主な戦績
- 生涯成績：259勝249敗16休  勝率.510
- 十両成績：40勝50敗  勝率.444
- 現役在位：69場所
- 十両在位：6場所

### 場所別成績
| | 一月場所 初場所（東京） | 三月場所 春場所（大阪） | 五月場所 夏場所（東京） | 七月場所 名古屋場所（愛知） | 九月場所 秋場所（東京） | 十一月場所 九州場所（福岡） |
| --- | ----------------------- | ----------------------- | ----------------------- | --------------------------- | ----------------------- | --------------------------- |
| 1979年 （昭和54年） | x                       | （前相撲）              | 西序ノ口26枚目 4–3      | 東序二段103枚目 5–2         | 東序二段65枚目 2–5      | 西序二段85枚目 3–4          |
| 1980年 （昭和55年） | 東序二段98枚目 4–3      | 東序二段69枚目 4–3      | 西序二段44枚目 2–5      | 東序二段67枚目 5–2          | 西序二段30枚目 3–4      | 西序二段41枚目 1–6          |
| 1981年 （昭和56年） | 西序二段69枚目 4–3      | 東序二段47枚目 5–2      | 東序二段23枚目 4–3      | 西序二段3枚目 1–6           | 東序二段35枚目 4–3      | 西序二段16枚目 7–0          |
| 1982年 （昭和57年） | 東三段目26枚目 2–5      | 東三段目54枚目 5–2      | 東三段目27枚目 4–3      | 東三段目13枚目 3–4          | 西三段目29枚目 4–3      | 西三段目13枚目 3–4          |
| 1983年 （昭和58年） | 東三段目29枚目 5–2      | 東三段目4枚目 4–3       | 西幕下46枚目 2–5        | 東三段目7枚目 4–1–2         | 東幕下56枚目 2–5        | 西三段目18枚目 5–2          |
| 1984年 （昭和59年） | 東幕下54枚目 4–3        | 西幕下41枚目 2–5        | 西三段目4枚目 2–5       | 東三段目24枚目 2–5          | 西三段目51枚目 6–1      | 東三段目8枚目 4–3           |
| 1985年 （昭和60年） | 西幕下54枚目 2–5        | 西三段目16枚目 5–2      | 西幕下53枚目 3–4        | 西三段目8枚目 4–3           | 東幕下58枚目 5–2        | 東幕下38枚目 4–3            |
| 1986年 （昭和61年） | 東幕下25枚目 5–2        | 西幕下14枚目 3–4        | 東幕下23枚目 5–2        | 西幕下14枚目 4–3            | 西幕下8枚目 2–5         | 東幕下20枚目 5–2            |
| 1987年 （昭和62年） | 西幕下11枚目 1–6        | 東幕下36枚目 3–4        | 西幕下46枚目 6–1        | 西幕下22枚目 2–5            | 東幕下42枚目 6–1        | 東幕下20枚目 6–1            |
| 1988年 （昭和63年） | 西幕下8枚目 5–2         | 西幕下2枚目 5–2         | 西十両10枚目 6–9        | 西十両13枚目 8–7            | 東十両10枚目 7–8        | 東十両11枚目 10–5           |
| 1989年 （平成元年） | 西十両3枚目 6–9         | 西十両7枚目 3–12        | 西幕下3枚目 2–5         | 東幕下16枚目 4–3            | 西幕下10枚目 5–2        | 東幕下2枚目 1–6             |
| 1990年 （平成2年） | 西幕下22枚目 3–4        | 東幕下33枚目 2–5        | 西幕下58枚目 休場 0–0–7 | 西三段目38枚目 引退 0–0–7   | x                       | x                           |
| 各欄の数字は、「勝ち-負け-休場」を示す。 優勝 引退 休場 十両 幕下 三賞：敢=敢闘賞、殊=殊勲賞、技=技能賞 その他：★=金星 番付階級：幕内 - 十両 - 幕下 - 三段目 - 序二段 - 序ノ口 幕内序列：横綱 - 大関 - 関脇 - 小結 - 前頭（「#数字」は各位内の序列） |                         |                         |                         |                             |                         |                             |

## 改名歴
- 畔蒜 敬人（あびる よしひと）1979年3月場所 - 1980年3月場所
- 出羽の邦 真光（でわのくに まさみつ）1980年5月場所 - 1990年7月場所